# 奇萊西托

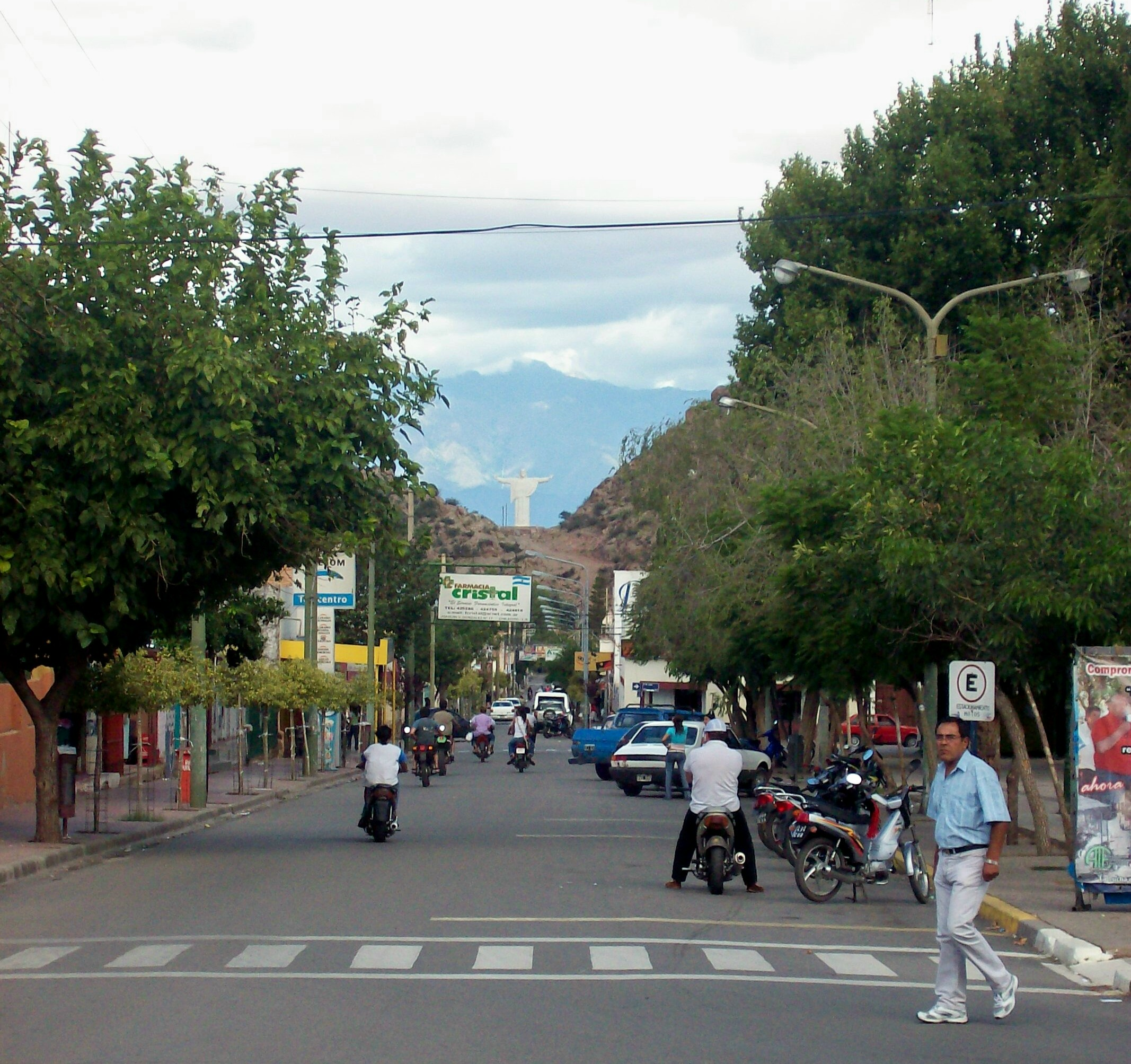

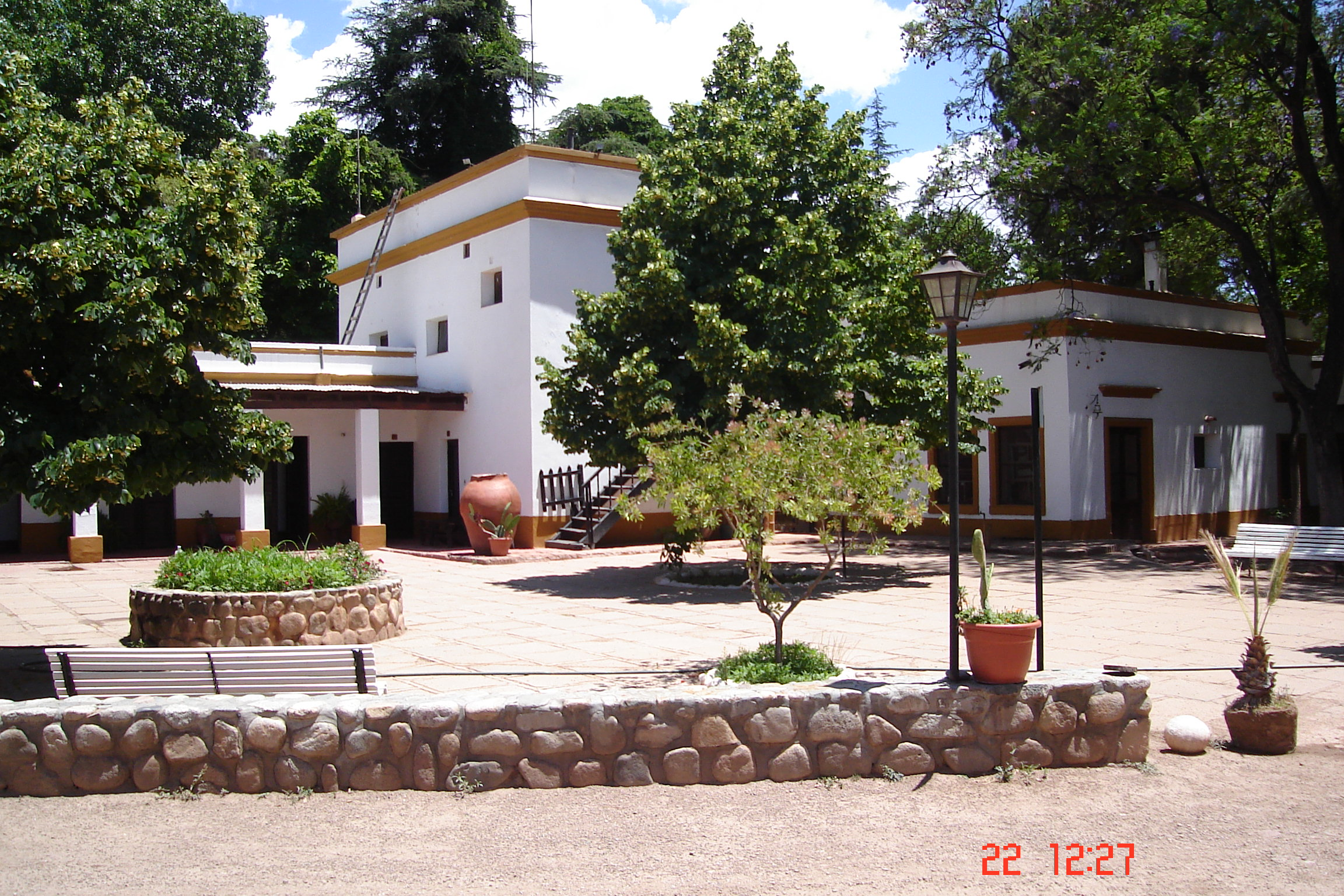

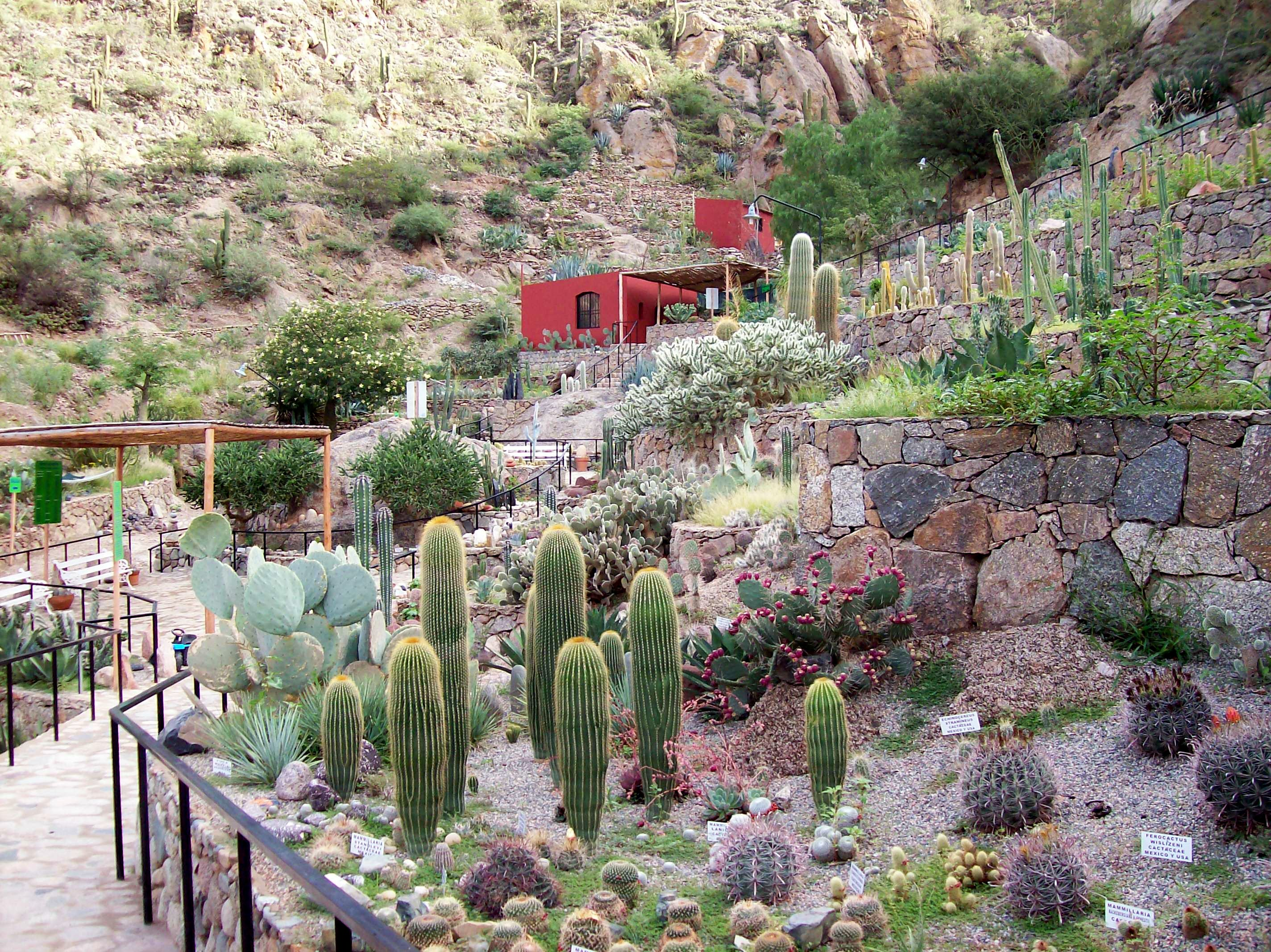

奇萊西托是阿根廷的城鎮，位於該國西北部，距離首府拉里奧哈60公里，由拉里奧哈省負責管轄，始建於1715年，海拔高度1,080米，2012年人口36,914。